# Esrum Sø
Esrum Sø er Danmarks vandrigeste sø, og næststørste sø målt på overfladeareal, efter Arresø. Den ligger i Region Hovedstaden nordvest for Fredensborg og øst for Gribskov. Søen har 3 karakteristiske bugter i nordenden og den smalle bugt Møllekrogen i sydenden. Søen har en karakteristisk form med relativt stejle skrænter og et stort, jævnt bundareal på 18–22 meters dybde. Tilløbene til søen er små. Udløbet, Esrum Å, er i søens nordende. I den ende af søen, der ligger op mod Fredensborg Slotshave, ligger Chaluphuset, Skipperhuset og Kano- og kajakudlejning. Ved Esrum Sø er der også gode muligheder for at overnatte i shelter.
Esrum Sø indgår i Nationalpark Kongernes Nordsjælland.
Rige borgere i København og Helsingør sendte fra omkring 1750 til ud i 1900-tallet snavsetøjet til landsbyen Sørup ved østbredden, hvor hovedparten af de kvindelige beboere beskæftigede sig med vaskeri og blegeri.